# Alex (ur. 1983)
Alex Antônio de Melo Santos (ur. 16 kwietnia 1983) – brazylijski piłkarz występujący na pozycji obrońcy.

## Kariera piłkarska
Od 2001 roku występował w Cruzeiro EC, Kawasaki Frontale, Avispa Fukuoka, Kashiwa Reysol, JEF United Chiba, Kashima Antlers, Tokushima Vortis i Kamatamare Sanuki.